# Жарицький сільський округ (Хобдинський район)
Жари́цький сільський округ (каз. Жарық ауылдық округі, рос. Жарыкский сельский округ) — адміністративна одиниця у складі Хобдинського району Актюбінської області Казахстану. Адміністративний центр — село Жарик.
Населення — 469 осіб (2021; 852 у 2009, 1497 у 1999, 2424 у 1989).
Станом на 1989 рік існувала Жарицька сільська рада (села Атікара, Жаманколь, Жарик, Канай, Ортак). Село Ащикара було ліквідовано 2012 року.

## Склад
До складу округу входять такі населені пункти:
| Населений пункт | Колишні назви | Населення, осіб (1989) | Населення, осіб (1999) | Населення, осіб (2009) | Населення, осіб (2021) |
| --------------- | ------------- | ---------------------- | ---------------------- | ---------------------- | ---------------------- |
| Жаманколь, село | -             | 302                    | 174                    | 92                     | 25                     |
| Жарик, село     | -             | 1117                   | 661                    | 415                    | 351                    |
| --Ащикара, село | Атікара       | 302                    | 133                    | 20                     | -                      |
| Канай, село     | -             | 375                    | 269                    | 165                    | 57                     |
| Ортак, село     | -             | 328                    | 260                    | 160                    | 36                     |